# باشگاه فوتبال جیوگاس تلشیای
باشگاه فوتبال جیوگاس تلشیای (لیتوانیایی: Futbolo klubas „Džiugas“) که به اختصار جیوگاس نامیده می‌شود باشگاهی فوتبال در لیتوانی است که در تلشیای واقع شده و در لیگ آ لیتوانی، بالاترین سطح فوتبال در این کشور، بازی می‌کند.
این باشگاه که در سال ۱۹۲۳ بنیان‌گذاری شده است، سابقهٔ یک بار قهرمانی در لیگ دسته اول فوتبال لیتوانی در سال ۲۰۱۹ را دارد.
از جمله بازیکنانی که برای این باشگاه بازی کرده‌اند می‌توان به دنیلو ریابنکو، برایان خیمنز و اوهن شاپوال اشاره کرد.